# سبدنشین حنایی
سبدنشین حنایی (نام علمی: Cisticola rufus) نام یک گونه از سرده سبدنشین است.